# Ludwik Wrzoł
Ludwik Wrzoł (ur. 27 grudnia 1881 w Zabrzegu, zm. 30 września 1940 w Gusen) – polski duchowny katolicki, patrolog, tłumacz, ofiara niemieckiego obozu w Gusen.
Ks. Ludwik Wrzoł przetłumaczył z łaciny i wydał w latach 1928–1929 Rozmowy św. Jana Kasjana.

## Życiorys
Ludwik Wrzoł urodził się w Zabrzegu na Śląsku Cieszyńskim w rodzinie rolnika Michała i Jadwigi z d. Żmij 27 grudnia 1881 roku. Po zdaniu matury w Bielsku wstąpił do diecezjalnego seminarium duchownego w Widnawie. Po ukończeniu studiów filozoficzno-teologicznych przyjął święcenia kapłańskie z rąk kard. Georga von Koppa 26 lipca 1904 roku. Od 1 października 1905 pełnił urząd prefekta widawskiego konwiktu dla chłopców. Od 1908 był katechetą szkół ludowych w Bielsku. Władze miejskie, z powodu jego propolskiego nastawienia, nie zgodziły się na zatrudnienie go jako katechetę w szkole realnej. Został skierowany na studia doktoranckie z biblistyki w Wyższym Naukowym Instytucie dla Księży Diecezjalnych im. św. Augustyna w Wiedniu. Po ich ukończeniu w 1910 roku ks. Wrzoła mianowano wykładowcą w seminarium w Widnawie. W 1920 Uniwersytet Warszawski zaproponował ks. Wrzole posadę wykładowcy filozofii. Na objęcie tej posady nie zgodził się arcybiskup wrocławski kard. Adolf Bertram. W ciągu następnych lat powierzano ks. Wrzole rozmaite urzędy kościelne, m.in. cenzora ksiąg religijnych oraz inspektora nauczania religijnego w polskich szkołach średnich. W 1933 roku ks. Wrzoł otrzymał godność tajnego szambelana papieskiego, zaś w 1937 roku papieskiego prałata domowego.
Po zajęciu Czechosłowacji przez III Rzeszę Niemiecką w marcu 1939 roku duchowny zamieszkał w polskim Cieszynie. Biskup katowicki Stanisław Adamski powierzył mu w październiku 1939 roku administrację parafią pw. Opatrzności Bożej w Ligocie pod Bielskiem. Niemcy uwięzili duchownego w maju 1940, najpierw w Bielsku, następnie w Cieszynie i w policyjnym więzieniu zastępczym w Sosnowcu. Kapłan był torturowany. Po przewiezieniu na teren Rzeszy trafił do obozu koncentracyjnego w Dachau, otrzymując nr 12368. Zginął w kamieniołomach w Gusen 30 września 1940 roku.
Z inicjatywy biskupa Tadeusza Rakoczego, ordynariusza diecezji bielsko-żywieckiej zapoczątkowany został etap diecezjalny procesu informacyjnego ks. Ludwika Wrzoła w 2008 roku.

## Opublikowane tłumaczenia
- Rozmów dwadzieściacztery. 1, Rozmowa I-X / Jan Kasjan, Fiszer i Majewski, Poznań 1928.
- Rozmów dwadzieściacztery. 2, Rozmowa XI-XXIV / Jan Kasjan, Fiszer i Majewski, Poznań 1929.